# ポートボール
ポートボールは、屋内または屋外でコートを使用し、1つの球を使って2組のチームが互いの得点を競う、バスケットボール類似の日本独自のスポーツである。主に小学校の体育の授業の一環や、子供会の活動として行われている。

## 概要
大阪府堺市発祥のポートボールとは、バスケットボール、タワーボールに似た球技で、7人制である。バスケットボールとの違いは、バスケットゴールの代わりにゴールマンが台の上に乗り、立ち手で捕る。その下にゴールを阻止するためにゴール台を中心に半径2.5mの半円にガードマンが1人おり、ジャンプしながら相手のゴールを阻止する。24m×14mのコートを5人でボールを運びながらシュートする。1ゴールにつき2点が加算される。ただし、フリースローは1点である。
ただ、地域によってルールは異なる。7人制であることやフィールドプレイヤーが5人、ゴールマン・ガードマンが一人ずつなのはほぼ同一であるが、堺市や浜松市、岡山市、越谷市、さいたま市では、詳細な公式ルールブックも作成されており、年間40回程度の様々な市内規模の大会が開催される。堺市では1970年代より、子ども会連合会の女子指定球技として続けられており、現在約100チームが活動している。また1年に1度、浜松市で全国大会浜松五輪ポートボール交流フェスティバルが開催され、日本最大のポートボールの祭典である。浜松のルールはミニバスケットボールに近い。岡山市で4年前から開催されている岡山フレンズカップ交流ポートボール大会は2015年度より岡山市の後援を受けた大会として盛り上がりを見せている。
コートの大きさは、24m×14mでゴール台はエンドラインに沿ってコートの内側に置かれるが、半径2.5mの半円以外に、半径1mの半円のラインを引く。ガードマンは半径1mと半径2.5mの半円内のエリアで防御する。ただし、相手がシュートした時に、1mの半円ラインを踏んだり越えたりすると、得点となり、エンドラインを踏んだり越えたりするとシューターに2本のフリースローが与えられる。試合は5分を1クオーターとし、5分×4クオーターで1試合となり、2回のクオーターが終わった時点でハーフとなる。休憩は、公式ルールでは1分－3分－1分である。ファールやバイオレーションおよび得点時に、時間の止まることはない。ただし、ゲームのスピード化を図るために5秒ルールがあり、サイドラインやエンドライン・コーナーからのボール入れおよびコート内で静止してから5秒を経過すると、最も近いサイドラインより相手ボールとなる。さらに、ガードマン以外のディフェンダーが、ガードマンエリア内に侵入して、オフェンスのシュートを阻止した場合にも、2本のフリースローが与えられることが、ルールとして付加された。
ルールについては、市の子ども会連合会のポートボール担当の審判長ならびに球技運営委員会メンバーにて毎年検討され、ルール変更や新ルールができた場合は、ルールブックの改訂版が再度印刷されるまで、球技運営委員会の申し合わせ事項として、ルールブックとは別紙に明記され、ルールブックに添付される。なお、ルールについての審判・オフィシャル講習会は、毎年4月下旬に開催される。使用する球は、堺市ではドッジボール2号球、浜松市ではバスケットボール5号球が使われている。
元々は費用的な理由などによりバスケットゴールを設置できない学校のために考案された経緯があり、バスケットゴールの設置が各学校に充分に進んだこの頃は、ポートボールが学校の授業で行われる事は非常に珍しくなってきている。

## ポジション

### オフェンス
- ゴールマン

台の上に立って、来たボールを取る人。キャッチしても本人が台から落ちたらノーゴールとなる。

### ディフェンス
- ガードマン

台の前で敵のシュートをブロックする。「ジャマー」と呼ぶ地方もある（関東地方など）。

### ラインとコーナー
- エンドライン

14mのライン
- サイドライン

24mのラインまたは23m
- コーナー

コートの4すみの角

### ジャンプサークル
両エンドラインから4mの位置にあるフリースローラインとセンターの3箇所にある。